# Saša Lussová
Alexandra „Saša“ Alexejevna Lussová (rusky Александра „Саша“ Алексеевна Лусс; * 6. června 1992 Magadan) je ruská modelka a herečka.

## Životopis
Lussová se narodila v Magadanu v Magadanské oblasti a v mladém věku se přestěhovala do Moskvy. Jako dítě neměla zájem o kariéru modelky a raději trávila čas psaním a tancem. Často se účastnila baletních soutěží, než utrpěla zranění kotníku, které jí zabraňovalo pokračovat v její zálibě. Přátelé její matky a dokonce i cizí lidé by komplimentovali Sašin potenciál modelování. Když bylo Saše 13 let, její matka ji vzala do modelingové agentury, kde podepsala smlouvu. Lussová uvedla, že její babička nesouhlasila s tímto kariérním krokem a tvrdila, že modeling je hrozné a nemorální podnikání.

## Kariéra

### Modeling
Lussová se objevila v reklamních kampaních pro špičkové módní značky, jako jsou Chanel, Dior, Valentino, Lanvin, Dior Beauty, Balmain, Oscar de la Renta, Max Mara, Tommy Hilfiger, LA Perla, Karl Lagerfeld, Moschino, Carolina Herrera a Moncler.
Lussová byla uvedena v některých z nejvlivnějších světových módních časopisů. Byla čtyřikrát uvedena na obálce Numéro, dvakrát na obálce Vogue Russia, včetně vydání k 13. výročí, a také na obálce Vogue Italia. V květnu 2015 se objevila na obálce časopisu Vogue China. Lussová byla fotografována řadou světově nejvlivnějších módních fotografů, jako byli například: Steven Meisel, Peter Lindbergh, Karl Lagerfeld, Inez a Vinoodh, Mert a Marcus, Willy Vanderperre, Patrick Demarchelier, Paolo Roversi, Steven Klein, a její fotografie se objevily v časopisech, jako je W Magazine, Harper's Bazaar, Vogue Germany, Vogue China, Vogue Japan, Vogue Russia, AnOther Magazine, Interview, CR Fashion Book, V Magazine a další.
Ve čtrnácti letech Lussová podepsala smlouvu s IQ Models v Moskvě. Krátce po šestnáctém roce prošla svou první módní přehlídkou pro Alenu Akhmadullinu během Moskevského týdne módy jaro / léto 2008. Rychle si získala slávu v ruském módním průmyslu a v roce 2008 byla uvedena v několika číslech časopisů Vogue Russia a L'Officiel Russia. Podepsala smlouvu s DNA Model Management, který ji umožnil odjet do Evropy a New Yorku, kde chodila na módní přehlídky pro designéry jako DKNY a Antonio Marras. Přes tyto úspěšné rezervace se její kariéra nerozběhla a ona se vrátila do Ruska, aby dokončila své vzdělání. Lussová se rozhodla podepsat smlouvu s Elite Model Management v Paříži a Women Management v Miláně a v roce 2011 opustila mateřskou agenturu IQ Models, aby se připojila k Avant Models.
V roce 2011 si Saši Lussové všiml Karl Lagerfeld v ruské reklamě. Na Lagerfelda tak zapůsobila, že se rozhodl ji obsadit do svých přehlídek Chanel před podzimem 2012 a podzimem / zimou 2012. Během následujícího období pracovala pro Dior a chodila výhradně na jejich přehlídkách jaro / léto 2013. Během sezóny podzim / zima 2013 absolvovala 58 představení pro některé z nejprestižnějších světových značek, jako jsou Prada, Valentino, Calvin Klein, Louis Vuitton a Givenchy. Byla vybrána jako jedna z nejlepších nováčků sezóny na models.com. Po své působivé přítomnosti na profesionální dráze byla vybrána, aby účinkovala v reklamních kampaních pro Carolina Herrera, Maxe Mara, Valentina a Tommyho Hilfigera. Lussová se rozhodla odbarvit si vlasy na platinovou blond, což byl významný okamžik v její kariéře. Její nově nalezená elfská krása byla zbožňována designéry a inspirovala další modelky k napodobení jejího vzhledu. Lussová se zúčastnila dalších 53 módních přehlídek během jara / léta 2014, čímž upevnila svou pozici jedné z nejžádanějších modelek současnosti. V roce 2013 jí byla udělena cena „Modelka roku“, kterou uděluje Glamour Russia.
Pro Lanvin a Chanel ji získal její dlouholetý zastánce Karl Lagerfeld pro reklamní kampaně módy jaro / léto 2014. Krátce po tom získala Lussová největší práci ve své kariéře jako nová tvář Dior Beauty. Lussová účinkovala v kampani podzim / zima 2014 AD Versace Jeans. Vybral si ji castingový režisér Jennifer Starr do kalendáře Pirelli, který fotografoval Steven Meisel roku 2015.
V roce 2016 se Lussová objevila v reklamní kampani podzim / zima 2016 LA Perly (spolu s Valery Kaufman a Liu Wen), kterou fotografovali Mert a Marcus. Účastnila se také kampaně Olivier Rousteing's All Star Cast Balmain podzim / zima 2016, včetně osobností Kim Kardashian, Kanye West, Francisco Lachowski, Joan Smalls, Jon Kortajarena, Jourdan Dunn a Alessandra Ambrosio, které fotografoval Steven Klein. Lussová přešla od modelingové agentury Women Management k podpisu s IMG Models.

### Film
V roce 2017 hrála Lussová princeznu Lihö-Minaa ve filmu Valerian a město tisíce planet. V roce 2019 si zahrála hlavní roli akčního thrilleru Anna jako ruská špiónka, která se v utajení stává modelkou.

## Filmografie

### Film
| Rok  | Titul                          | Role                 |
| ---- | ------------------------------ | -------------------- |
| 2017 | Valerian a město tisíce planet | Princezna Lihö-Minaa |
| 2019 | Anna                           | Anna Poliatová       |